# Canon EOS 350D

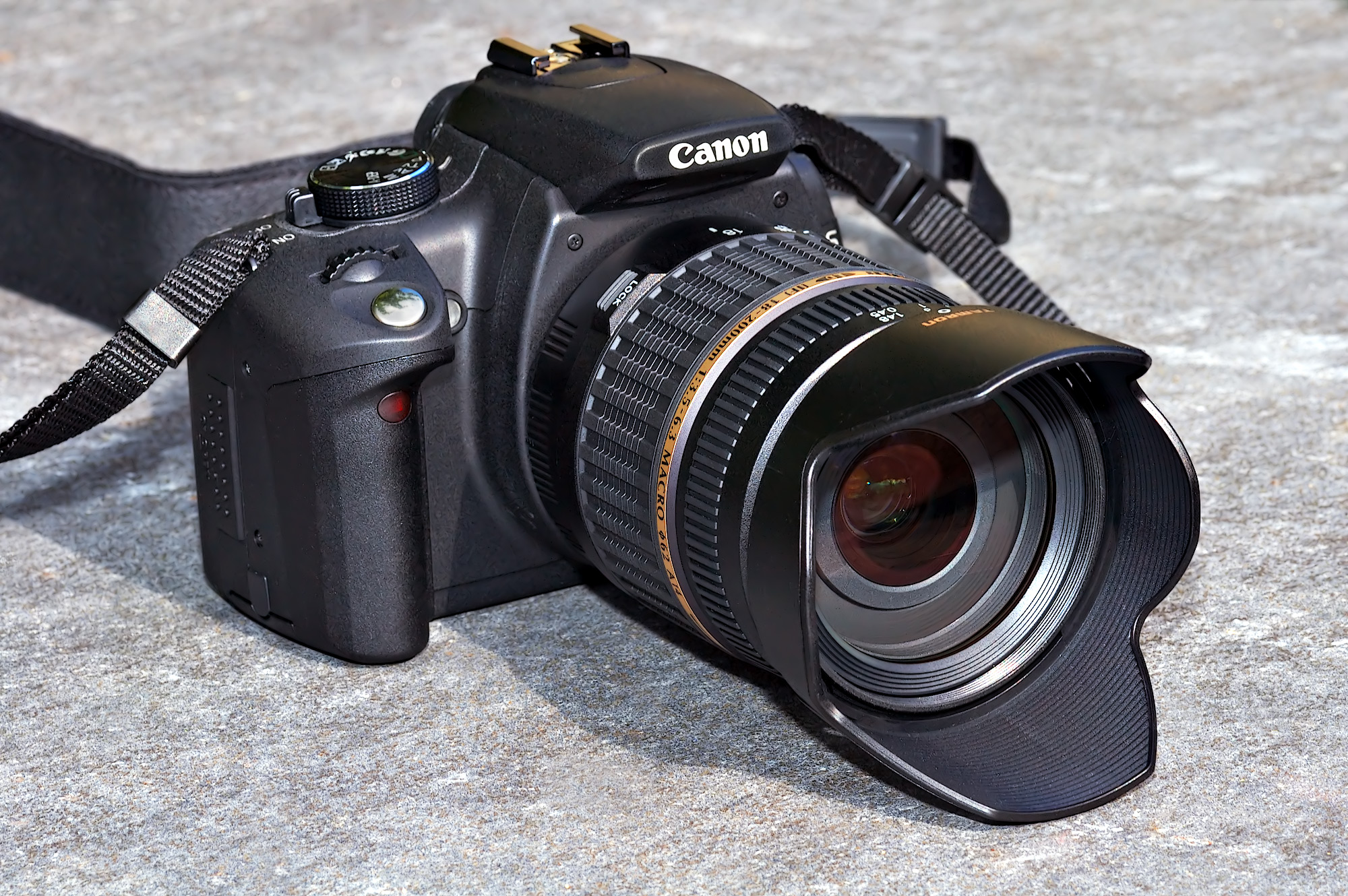

Canon EOS 350D – cyfrowa lustrzanka jednoobiektywowa japońskiego producenta. Została wprowadzona na rynek w marcu 2005 roku. Następca modelu Canon EOS 300D i poprzednik modelu Canon EOS 400D.

## Specyfikacja

### Czujnik obrazowy
- Typ sensora obrazowego – 22.2 × 14.8 mm CMOS
- Efektywna liczba pikseli – Około 8.0 milionów
- Całkowita liczba pikseli – Około 8.2 milionów
- Stosunek boków – 3:2
- Filtr nisko-przepustowy – Wbudowany, stały
- Typ filtra kolorów – Podstawowy filtr kolorów RGB

### Procesor obrazowy
- Typ procesora obrazowego – DIGIC II

### Obiektyw
- Mocowanie obiektywów – EF / EF-S
- Długość ogniskowej – Powiększenie 1.6x z obiektywami Canon EF lub Canon EF-S

### Ustawianie ostrości
- Typ ustawienia ostrości – TTL-AREA-SIR z sensorem CMOS
- System AF / Liczba punktów – 7-punktowy AF
- Zakres pomiaru AF – EV -0.5-18 (20 °C & ISO100)
- Tryby pomiaru AF – One Shot, AI Servo, AI Focus
- Wybór punktów AF – Wybór automatyczny, wybór ręczny
- Wyświetlanie punktów AF – Naniesione w celowniku i na wyświetlaczu LCD
- Przewidywanie AF – Tak
- Blokada AF (AF Lock) – Tak
- Światło wspomagające AF – Tak (lampa błyskowa)
- Ręczne ustawienie ostrości – Wybierane na obiektywie

### Kontrolaekspozycji
- Metody pomiaru światła – Pomiar typu TTL przy otwartej przysłonie poprzez 35-strefową fotokomórkę krzemową SPC

1) 35-punktowy szacujący (związany z dowolnymi punktami AF),
2) Częściowy (około 9% kadru),
3) Centralnie-ważony
- Zakres pomiaru – EV 1-20 (20 °C, obiektyw 50 mm f/1.4, ISO 100)
- Blokada ekspozycji (AE Lock) – Tak
- Kompensacja ekspozycji – +/− 2 EV w skoku co 1/2 lub 1/3 EV
- Bracketing ekspozycji (AEB) – +/− 2 EV w skoku co 1/2 lub 1/3 EV
- Ekwiwalenty czułości ISO – AUTO (400), 100, 200, 400, 800, 1600

### Migawka
- Typ migawki – Pionowa migawka szczelinowa sterowana elektronicznie
- Czasy otwarcia migawki – 30 – 1/4000 s, Bulb
- Spust migawki – Spust elektromagnetyczny typu „soft touch”

### Balans bieli
- Typ balansu bieli – Automatyczne równoważenie bieli z pośrednictwem sensora obrazowego
- Ustawienia balansu bieli – Auto, Światło słoneczne, Chmury, Światło żarowe, Światło jarzeniowe, Flesz, Ustawienie ręczne
- Kompensacja balansu bieli – +/-3 w skoku co 1 podziałkę 3 zdjęcia po naciśnięciu spustu

Do wyboru odchylenia:
1. niebieski/bursztynowy
2. magenta/zielony

### Matryca kolorów
- Typ matrycy kolorów – Dwa typy przestrzeni barw: sRGB oraz Adobe RGB

### Wizjer
- Celownik – Eye-level, układ pięciu luster
- Pole krycia (pion / poziom) – Około 95%
- Powiększenie – 0.8x
- Punkt oczny – 21 mm
- Korekta dioptrii – Od -3 do +1 dpt
- Matówka – Stała
- Lustro – Szybko-powrotne lustro półprzepuszczalne (stosunek przepuszczalność/odbicie jak 40:60)
- Informacja w celowniku – Punkty AF, blokada ostrości i ekspozycji, autobracketing, czas naświetlania, przysłona, poziom/korekcja ekspozycji, liczba zdjęć w serii, potwierdzenie ostrości, ostrzeżenie karty pamięci

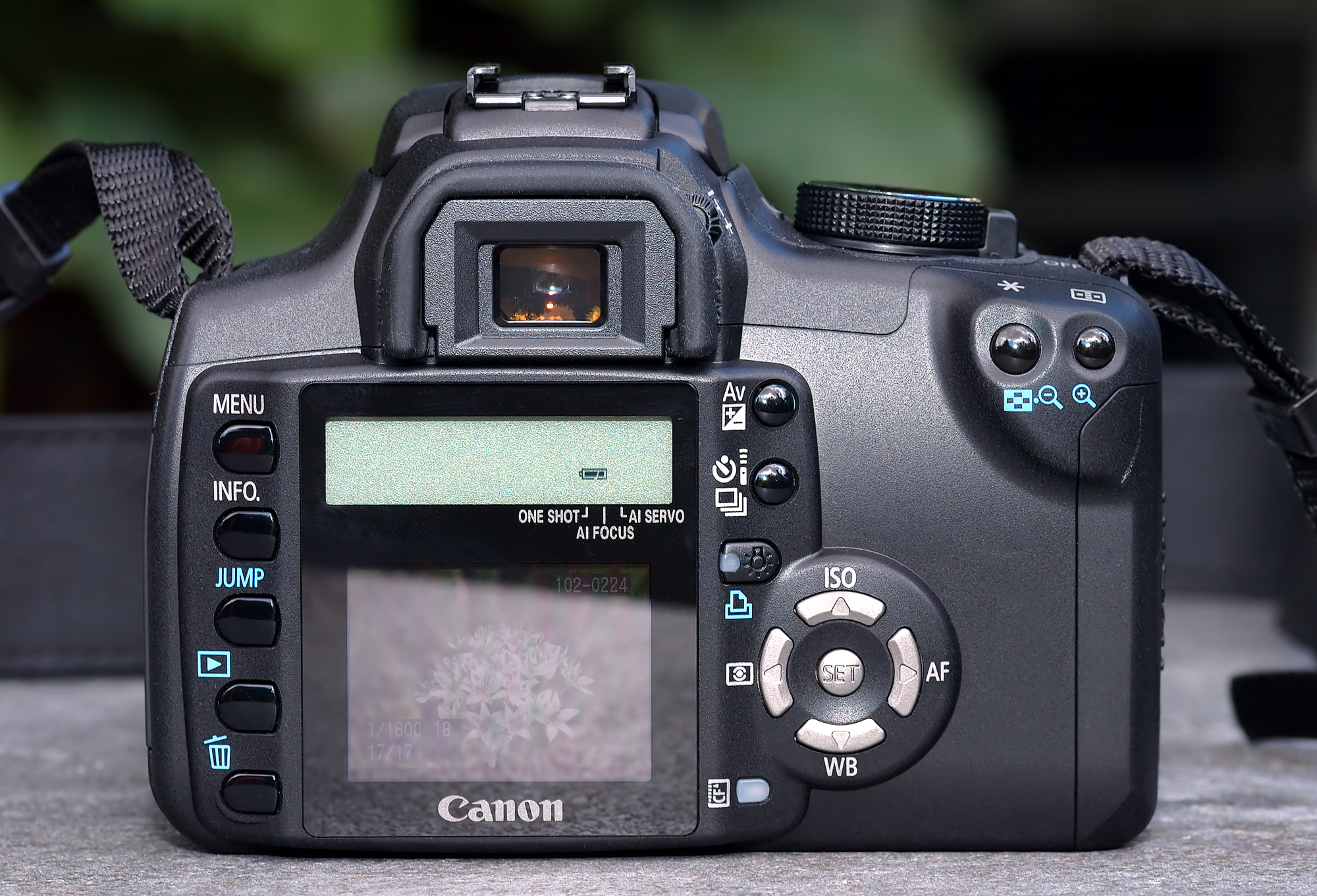
Canon 350D-tył

- Podgląd głębi ostrości – Tak
- Zasłonka wizjera – Na pasku

### Monitor LCD
- Ekran 1.8" – TFT, około 115.000 pikseli
- Pole krycia – Około 100% (dla plików JPEG)
- Regulacja jasności – Ustawiana na 5-poziomowej skali

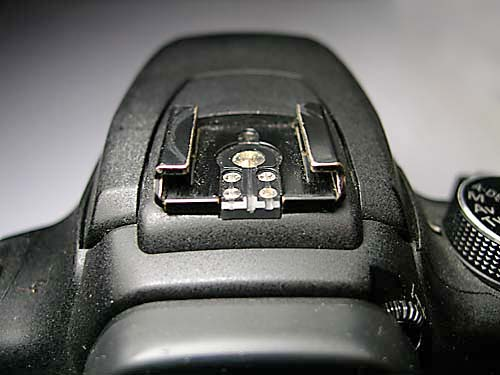
Canon 350D-gorąca stopka

### Lampa błyskowa
- Tryby pracy lampy – Auto, Ręczne włączenie/wyłączenie flesza, Redukcja efektu czerwonych oczu
- Gorąca stopka / Terminal PC – Tak / Nie
- Czas synchronizacji z lampą błyskową – 1/200 s
- Synchronizacja z długimi czasami – Tak
- Redukcja efektu czerwonych oczu – Tak
- Korekta ekspozycji z błyskiem – +/− 2 EV w skoku co 1/2 lub 1/3 EV
- Blokada ekspozycji lampy – Tak
- Synchronizacja z drugą kurtyną – Tak
- Zasięg lampy wbudowanej – Kryje pole widzenia obiektywów o ogniskowych do 17 mm (ekwiwalent dla formatu 35 mm: 27 mm)
- Lampa zewnętrzna – E-TTL II z lampami serii Speedlite EX, realizuje multi-błysk bezprzewodowy.

### Fotografowanie
- Tryby fotografowania – Auto, Portret, Pejzaż, Zdjęcia z bliska, Sport, Nocny portret, Flesz wyłączony, P, Tv, Av, M, A-DEP
- Tryby napędu – Zdjęcia pojedyncze, zdjęcia seryjne
- Zdjęcia seryjne – 3 kl/s (szybkość utrzymana do 14 zdjęć w serii)

### Piksele rejestrujące/Kompresja
- Wymiary obrazu – (LF) 3456x2304 (LN) 3456x2304 (MF) 2496x1664 (MN) 2496x1664 (SF) 1728x1152 (SN) 1728x1152 (RAW) 3456x2304
- Poziom kompresji – Fine, Normal, RAW

### Formaty plików
- Formaty plików zdjęciowych – JPEG (zgodny z EXIF 2.21 [Exif Print]) / Design rule for Camera File system, jednoczesny zapis w formacie RAW & JPEG, zgodny z Digital Print Order Format [DPOF] Wersja 1.1
- Zapis równoległy RAW+JPEG – Tak
- Numerowanie plików

(1) Numerowanie ciągłe
(2) Automatyczne zerowanie
- Parametry przetwarzania – Standardowe parametry. Ponadto można ustawić do trzech własnych parametrów przetwarzania

### Wydruk bezpośredni
- Drukarki Canon – Drukarki Canon SELPHY Photo Printers oraz Bubble Jet Printers z funkcją Direct Print oraz drukarki Pixma zgodne z PictBridge
- Zgodność z PictBridge – Tak

### Inne funkcje
- Funkcje indywidualne (C Fn.) – 9 funkcji z 24 ustawieniami
- Podświetlenie panelu LCD – Tak
- Sensor pozycji aparatu – Tak
- Wyświetlanie histogramu – Tak
- Powiększenie przy odtwarzaniu – 2x-10x
- Samowyzwalacz – Około 10 s
- Języki menu – angielski, niemiecki, francuski, holenderski, duński, fiński, włoski, norweski, szwedzki, hiszpański, rosyjski, chiński, koreański, japoński
- Aktualizacja oprogramowania – Aktualizacja dostępna dla użytkownika

### Gniazda
- Interfejs-komputer – USB 2.0 Hi-Speed (Mini-B)
- Interfejs-inne – Wyjście wideo (PAL/ NTSC)

### Karta pamięci
- Typ karty pamięci – CompactFlash Typ I / II

### Obsługiwane systemy operacyjne
- Platforma PC – Windows 98 (w tym SE)/2000/Me/XP
- Platforma Macintosh – OS X v10.1 – 10.5

### Oprogramowanie
- Przeglądanie i drukowanie – ZoomBrowser EX, Digital Photo Professional
- Inne oprogramowanie * PhotoStitch
- Załączone sterowniki – TWAIN (Windows 98 / 2000), WIA (Windows Me)
- Obróbka obrazu – ArcSoft PhotoStudio
- Linux – np. Ubuntu automatyczne wykrywa podłączony aparat i pozwala importować zdjęcia. Pliki RAW w formacie Canona są rozpoznawane i można je wyświetlać. Edycja plików RAW jest możliwa np. w programie Rawstudio, w programie UFRaw, który może pracować także jako plugin do programu Gimp. Do szybkiej obróbki można też użyć Google Picasa.

### Źródło zasilania
- Baterie – Akumulator litowo-jonowy (NB-2LH 7,4V 750mAh w zestawie)
- Żywotność baterii – Około 600 zdjęć (przy 20 °C), około 450 zdjęć (przy 0 °C)
- Kontrola stanu baterii – Automatyczna
- Oszczędzanie energii – Tak. Zasilanie wyłącza się po 1, 2, 4, 8, 15 lub 30 min.
- Zasilanie sieciowe AC – Zasilacz sieciowy ACK-700 (opcjonalny)

### Parametry fizyczne
- Obudowa – Stal nierdzewna / Plastik
- Warunki pracy – Temperatura: 0 – 40 °C, wilgotność: do 85%
- Wymiary – 126.5 × 94.2 × 64.0 mm
- Waga (bez akcesoriów) – Około 485 g

## Akcesoria
- Futerał – Pół-twardy futerał EH-18L
- Obiektywy – Wszystkie obiektywy EF i EF-S
- Lampy błyskowe – Lampy błyskowe Canon Speedlite (220EX, 380EX, 420EX, 430EX, 550EX, 580EX, Macro-Ring-Lite, MR-14EX, Macro Twin Lite MT-24EX, Speedlite Transmitter ST-E2)
- Zdalne sterowanie – Remote Switch RS-60E3, Remote Controller RC-1 / RC-5
- Zasilacze i ładowarki – Zasilacz AC Adapter Kit ACK-700, akumulatory CB-2LTE, NB-2LH